# Carolinazaunkönig
Der Carolinazaunkönig (Thryothorus ludovicianus) ist eine Vogelart aus der Familie der Zaunkönige (Troglodytidae), die in Kanada, den Vereinigten Staaten, Mexiko, Belize, Guatemala und Nicaragua verbreitet ist. Der Bestand wird von der IUCN als nicht gefährdet (Least Concern) eingeschätzt.

## Merkmale
Der Carolinazaunkönig erreicht eine Körperlänge von etwa 12,5 bis 14 cm bei einem Gewicht von 15,0 bis 22,0 g. Der weiße Überaugenstreif wird ober- und unterhalb von engen schwarzen Streifen begrenzt. Der Hinteraugenstreif ist braun. Die Ohrdecken sind matt weiß bis hell gelbbraun mit dunklen Säumen. Der Oberkopf und der Rücken sind prächtig braun, was am Bürzel ins Kastanienbraun übergeht. Die Schultern und die großen Oberflügeldecken wirken warm braun, an den kleineren Handschwingen mit weißen Flecken. Die Hand- und Armschwingen sind warm braun mit dunkelbraunen Streifen. Die Steuerfedern wirken farblich kälter als der Bürzel und haben dunkelbraune Binden. Das Kinn und die Kehle sind matt weißlich, die Brust gelbbraun, die Flanken und der hintere Bauch warm gelbbraun. Die Augen sind rotbraun, der Schnabel ist graubraun mit gelblicher Basis. Die Beine sind fleischfarben. Beide Geschlechter ähneln sich. Jungtiere wirken generell heller als erwachsene Vögel und haben gelbbraune Spitzen an den Flügeldecken.

## Verhalten und Ernährung
Der Carolinazaunkönig ernährt sich zum Großteil von Wirbellosen, insbesondere von Käfern, Schnabelkerfen und Heuschrecken. Auch kleine Wirbeltiere wie Baumfrösche, Eidechsen und selten kleine Schlangen gehören zu seiner Nahrung. Dazu ernährt er sich auch von Samen, Fruchtfleisch und ähnlichem. Die nördlichen Populationen verteidigen regelmäßig Futterstationen, an denen Talg ein gern gesehenes Futter ist. Er sucht sein Futter normalerweise in den unteren Straten in Paaren oder mit Familienmitgliedern in dichter Vegetation. Er sucht in Blattmull, in dem er diesen nach Beute suchend umdreht. Gelegentlich klettert er in den Bäumen, in dem er die Spalten in der Rinde untersucht. Es wurde beobachtet, dass er wie Kleiber der Gattung Sitta hart umhüllte Samen in Ritzen platziert und auf diesen rumhämmert, um diese zu öffnen.

## Lautäußerungen
Der Gesang des männlichen Carolinazaunkönigs besteht aus ca. 30 verschiedenen Liedern, jedes laut, klingelnd, eindringend und wie ti-kettel ti-kettel ti-kettel oder liberty-liberty-liberty oder eine ähnliche Interpretation klingend. Er trällert zunächst eine Serie eines Liedes, bevor er auf ein anderes wechselt. Das Weibchen scheint nicht so komplex wie das Männchen oder anderen tropischen konspezifischen Arten zu singen. Stattdessen gibt sie ein trockenes, nicht gelerntes Rasseln ähnlich dem der Männchen von sich.

## Fortpflanzung
In Ontario in Kanada beginnt das Eierlegen im Mai, früher weiter südlich z. B. in Tennessee im späten März. Es kann bis zu drei Bruten pro Jahr kommen. So geht der Nestbau im Süden der USA bis August weiter. Über die mexikanischen Populationen ist wenig bekannt. Normalerweise ist er monogam, und er bleibt bei seinem Partner über viele Jahre. Trotzdem wurde auch schon polygames Verhalten beobachtet. Sein Territorium pflegt er das ganze Jahr, meist in Paaren, doch auch einzelne Männchen. Der Hauptteil des Nestbaus erfolgt durch das Männchen, gelegentlich bringt es Material zum Weibchen, welches dieses zum Bau verwendet. Das Nest hat eine gewölbte Struktur mit einem Seiteneingang. Es wird aus trockenem Gras, Rindenstreifen, Pferdehaar etc. sowie aus Schnüren oder Schlangenhaut gebaut und mit feinerem Material ausgelegt. Meist wird es in ein bis drei Meter über dem Boden angebracht, selten auch in Höhen bis zu zehn Metern, falls es sich höhlenartige Umgebung handelt. Er nutzt auch künstliche Brutstätten wie Nestkammern, Hohlräume im Schatten, Blechkisten oder auch bizarre Plätze wie die Tasche einer aufgehängten Jacke oder in einem Loch einer Bank oder ähnlichen Orten. Nester in geschlossenen Bereichen werden teils ohne Dach gebaut. Ein Gelege besteht aus 3 bis 6 Eiern, in Tennessee wurden meist 5, in Alabama meist 4, ermittelt. Die Eier sind cremefarben mit rötlich braunen Flecken, insbesondere am dickeren Ende. Die Bebrütung erfolgt ausschließlich durch das Weibchen, doch schafft das Männchen Futter herbei. Die Brutdauer ist 12 bis 16 Tage. Die Nestlinge werden durch beide Geschlechter gefüttert und werden nach 12 bis 14 Tagen flügge. Dem Braunkopf-Kuhstärling (Molothrus ater) dient das Nest regelmäßig als Wirtsnest für seine Eier.

## Verbreitung und Lebensraum

Verbreitungsgebiet des Carolinazaunkönigs

Der  Carolinazaunkönig kommt in unterschiedlichen Ökosystemen vor. Sein Habitat beinhaltet Waldungen mit Hartholz wie Eichen und gemischte zapfentragende Hartholzwälder. Er ist auch häufig an Waldrändern, städtischen Gebieten mit guter Vegetation oder verlassenen Farmen präsent. Häufig ist er auch in feuchten Flussniederung anzutreffen. Die Inselarten bewegen sich in Gebieten mit Palmettopalmen und Pinus elliottii. Er bewegt sich meist in Höhenlagen von Meeresspiegel bis in die mittleren Höhenlagen. In Mexiko kann er bis 2000 Meter vorkommen.

## Migration
Der Carolinazaunkönig ist meist ein Standvogel. Beringungsstudien zeigten, dass in den meisten Fällen, das Territorium das ganze Jahr von einem Paar besetzt wird. Trotzdem kommt es zu einigen Zugbewegungen, wahrscheinlich durch Jungtiere. So wurde ein Jungtier identifiziert, das in sechs Wochen von Massachusetts nach New Hampshire wanderte. Darüber hinaus gibt es eine beträchtliche Anzahl ungewöhnlicher Berichte von unterschiedlichen Orten wie im Osten von New Mexico und Colorado, dem Süden Manitobas, in Nova Scotia oder den Magdalenen-Inseln.

## Unterarten
Es sind zehn Unterarten bekannt:
- Thryothorus ludovicianus ludovicianus (Latham, 1790)[3] kommt im Südosten Kanadas und dem Osten der USA vor.
- Thryothorus ludovicianus miamensis Ridgway, 1875[4] ist in Florida verbreitet. Die Unterart ist größer und auf der Ober- und Unterseite dunkler als die Nominatform.[1]
- Thryothorus ludovicianus nesophilus Stevenson, HM, 1973[5] kommt auf Dog Island nordwestlich von Florida vor. Die Subspezies hat einen weißeren Überaugenstreif und eine hellere Unterseite.[1]
- Thryothorus ludovicianus burleighi Lowery, 1940[6] ist auf den Inseln entlang der Küste von Mississippi verbreitet. Die Subspezies wirkt matter und hat eine rußigere Unterseite. Die Schwanzbinden sind unklarer.[1]
- Thryothorus ludovicianus lomitensis Sennett, 1890[7] kommt in Texas und dem Norden Tamaulipas vor. Die Unterart ähnelt T. l. berlandieri ist aber matter auf der Oberseite und heller auf der Unterseite. Die Flanken sind vielfach gestreift.[1]
- Thryothorus ludovicianus oberholseri Lowery, 1940[8] ist im südwestlichen Texas und dem nördlichen Mexiko verbreitet. Die Unterart ist etwas rötlicher als T. l. lomitensis.[1]
- Thryothorus ludovicianus berlandieri Baird, SF, 1858[9] kommt im östlichen Coahuila, in Nuevo León und dem südwestlichen Tamaulipas verbreitet. Die Unterart ist kleiner, hat aber einen größeren Schnabel. Die Oberseite ist matter und die Flanken sind etwas dunkel gestreift.[1]
- Thryothorus ludovicianus tropicalis Lowery & Newman, RJ, 1949[10] kommt im Osten von San Luis Potosí und dem Süden Tamaulipas vor. Die Unterart ist dunkler als  T. l. berlandieri und T. l. lomitensis. Der Schwanz ist von vielen Binden durchzogen.[1]
- Thryothorus ludovicianus albinucha (Cabot, S, 1847)[11] ist im Südosten Mexikos, im Norden Belizes und im Norden Guatemalas verbreitet.
- Thryothorus ludovicianus subfulvus Miller, W & Griscom, 1925[12] kommt in Guatemala und Nicaragua vor.

Thryothorus ludovicianus tabascensis Lowery & Berrett, DGJ, 1963 wird heute als Synonym für T. l. albinucha betrachtet.
Manche Autoritäten sehen im Weißbrauen-Zaunkönig (Thryothorus albinucha) mit der Unterart T. a. subfulvus eine eigene Art.

## Etymologie und Forschungsgeschichte
Die Erstbeschreibung des Carolinazaunkönigs erfolgte 1790 durch John Latham unter dem wissenschaftlichen Namen Sylvia ludoviciana. Das Typusexemplar stammte aus Louisiana. Erst 1816 führten Louis Pierre Vieillot die für die Wissenschaft neue Gattung Thryothorus ein. Dieser Name leitet sich von »thryon θρυον« für »Schilf« und »thoyros, thrōskō θουρος, θρωσκω« für »Sprung, springen« ab. Der Artname »ludovicianus« ist der lateinische Name für »Louis«. In diesem Fall bezieht sich der Name auf den Bundesstaat Louisiana, der nach Ludwig XIV. benannt wurde. »Burleighi« ist Thomas Dearborn Burleigh (1895–1973), »oberholseri« ist Harry Church Oberholser (1870–1963) und »berlandieri« ist Jean Louis Marie Berlandier (1803–1851) gewidmet. »Miamensis« bezieht sich auf den Fluss Miami, »tabascensis« auf den Bundesstaat Tabasco, »lomitensis« auf die Ranch Lomita in Hidalgo County. »Nesophilus« ist ein griechisches Wortgebilde aus »nēsos φιλος« für »Insel« und »philos,  phileō, philos φιλος, φιλεω, φιλος« für »liebend, lieben, Liebhaber«. »Tropicalis, tropicus« ist das lateinische Wort für tropisch. »Albinucha« setzt sich aus den lateinischen Worten »albus« für »weiß« und »nuchus« für »Nacken«, »subfulvus« aus »sub« für »unterhalb« und »fulvus« für »rötlich-gelbbraun, lohfarben«, zusammen.